# Великая стена CfA2
Великая стена CfA2 (от англ. Center for Astrophysics — Гарвард-Смитсоновский центр астрофизики) — третья по величине наблюдаемая крупномасштабная структура Вселенной.
Данный объект представлен в виде плоской структуры из нитевидных скоплений галактик. 

## Пространственная локализация
Объект находится на расстоянии примерно 200 миллионов световых лет от Млечного Пути, и имеет 500 млн световых лет в длину, 300 млн в ширину и 15 млн световых лет в толщину. (Тем не менее достаточно точные размеры этого объекта пока точно не определены, так как облака пыли и газа Млечного Пути заслоняют от нас часть этой Великой стены).

## Открытие объекта
Великая стена CfA2 была открыта в 1989 году Маргарет Геллер и Джоном Хунра на основе данных исследований красного смещения удалённых объектов. Объект стал вторым по размеру после открытого в 1987 году комплекса сверхскоплений Рыб-Кита, но утратил этот статус в результате обнаружения новых крупномасштабных объектов.